# Micro-Star International

Logo MSI "Business & Productivity"

Micro-Star International Co., Ltd. (cinese: 微星科技股份有限公司; MSI) è una multinazionale taiwanese dell'informatica con sede a Nuova Taipei e filiali nelle Americhe, in Europa, in Asia, in Australia e in Sudafrica.
MSI progetta, sviluppa e fornisce hardware per computer, prodotti e servizi correlati, tra cui: computer portatili, computer desktop, schede madri, schede grafiche, computer all-in-one, server, computer industriali, periferiche per PC, prodotti di infotainment per auto, e altri.
L'azienda produce inoltre chipset di schede grafiche sia per Radeon che per NVIDIA. Alcuni produttori di computer come Alienware e Falcon Northwest vendono PC equipaggiati con schede madri MSI. MSI produce anche schede madri adatte all'overclock. I prodotti MSI sono venduti al dettaglio, parti OEM, o ad altre imprese.